# Willie Rosario
Willie Rosario (eigentlich Fernando Luis Rosario Marin, * 6. Mai 1924 in Coamo, Puerto Rico), auch genannt „Mr. Afinque“, ist ein puerto-ricanischer Salsamusiker.

## Werdegang
Willie Rosario wurde 1924 unter ärmlichen Familienverhältnissen in Coamo in Puerto Rico geboren. Seine Eltern förderten sein musikalisches Talent durch Gitarren- und Saxofonunterricht. 1946 gründete er seine eigene Band Coamex und ein Jahr später zog seine Familie nach Spanish Harlem in Manhattan/New York um. Willie Rosario spielte zu der Zeit Congas in verschiedenen Orchestern. Nach seinem Highschool-Abschluss studierte er Journalismus und Public Relations.
Ein Liveauftritt von Tito Puente im Palladium Ball Room faszinierte ihn für das Instrument Timbales und veranlasste ihn beim Perkussionisten Henry Adler Stunden zu nehmen. 1959 hatte Rosario erneut eine eigene Band und spielte im New Yorker Club Caborrojeño. Nebenbei arbeitete er im hispanoamerikanischen Radiosender WADO als Disc Jockey. 1962 unterzeichnete er einen Plattenvertrag bei Alegre Records und tourte mit seiner Band durch Venezuela, Panama, Kolumbien, Mexiko, Curaçao, den Virgin Islands und innerhalb der USA. Zusammen mit Bobby Valentín eröffnete er in Puerto Rico 1980 den Tropicana Club.
Zu seinen größten Hits zählen Lieder wie "De Barrio Obrero a la Quince", "El Timbal de Carlitos", "Mi Amigo el Payaso", "El Revendon", "Lluvia" und "Cuando No Hay Cariño". Er komponierte außerdem Jazzlieder wie Flip, flop und Stop and Go oder coverte Jazzstandards wie My Favorite Things. Unter Beteiligung von Gilberto Santa Rosa, Tony Vega, Papo Lucca und Bobby Valentín produzierte er Latin Jazz Go-Go-Go, El Bravo Soy Yo, Two Too Much und Willie Rosario y su Ritmo. Seine letzte Produktion war 2006 La Banda que Deleita.
Im Oktober 2006 trat er in der Isla Verde Mall in Carolina/Puerto Rico auf und auf einer Gala puerto-ricanischer Ärzte in El Paso/Texas im Dezember 2007.

## Diskografie (Auswahl)
- El Bravo Soy Yo (1963)
- Fabuloso y Fantastico (1966)
- Latin Jazz a Go-Go (1967)
- Two Too Much (1968, mit Alfredo Rodríguez)
- Haida Huo (1968)
- Boogaloo & Guaguanco (1968)
- El Bravo de Siempre (1969)
- De Donde Nace El Ritmo (1970)
- Más Ritmo (1972)
- Infinito (1972)
- Otra Vez (1975)
- Gracias Mundo (1977)
- From The Depth Of My Brain (1978)
- El De 20 De Wilie (1980)
- El Rey del Ritmo (1981)
- The Portrait of a Salsa Man (1981)
- Atízame El Fogón (1983)
- The Salsa Machine (1983)
- Nuevos Horizontes (1984)
- Afincando (1985)
- Nueva Cosecha (1986)
- A Man Of Music (1987)
- The Salsa Legend (1988)
- Unique (1989)
- Viva Rosario (1990)
- The Roaring Fifties (1991)
- Tradición Clasica (1993)
- Sorpresas (1995)
- Back To The Future (1999)
- La Banda Que Deleita (2006)[3]

## Preise und Auszeichnungen
- Grammy Award für "Nueva Cosecha" (1987)
- diverse Goldene und Platinschallplatten
- Golden Agueybana Award, ACE, Diplo und Paoli Award
- Auszeichnung von Senat von Puerto Rico (2000)
- International Latin Music Hall of Fame (2002)